# Roux (patronyme)
Pour les articles homonymes, voir Roux.
Cette page présente le nom de famille Roux ainsi que ses variantes.
Ne doit pas être confondu avec le Roux ou de Roux.
Roux est un patronyme francophone.

## Étymologie
Roux  est un sobriquet désignant celui qui a les cheveux roux. 

## Popularité
Roux est le 15e nom de famille le plus porté en France.

## Personnalités portant ce patronyme
Roux est un nom de famille  notamment porté par :

- Famille Roux, fondateurs des Établissements C. Roux et fils ;
- Famille Roux, famille de peintres de marine ;
- Famille Roux, synonyme de la haute cuisine française au Royaume-Uni ;
- Alain Roux
- Albert Roux (1935-2021), chef cuisinier  Michelin, à l'origine du renouveau, avec son frère Michel Roux Sr, de la gastronomie en Angleterre ;
- Ambroise Roux (1921-1999), industriel français ;
- André Roux
- Annabelle Roux (1966-), comédienne française spécialisée dans le doublage ;
- Anthony Roux
- Antoine Roux (1821-1887), peintre paysagiste auvergnat ;
- Antoine Roux (1842-1915), auteur occitan ;
- Arsène Roux (1893-1971), linguiste français ;
- Augustin Roux (1726-1776), médecin et encyclopédiste français ;
- Baptiste Roux (1999-), footballeur français ;
- Bernard Roux (193?-), publicitaire français ;
- Caroline Montagne Roux (1858-1941), créatrice de mode française qui a fait carrière à Barcelone;
- Caroline Roux (1972-), journaliste politique française ;
- Catherine Roux
- César Roux (1857-1934), chirurgien suisse ;
- Charles Roux (1860-1938), un homme politique français ;
- Charles-Louis Roux-Meulien (1842-1918), architecte français ;
- Charline Roux, animatrice de radio française ;
- Christian Roux (1963-), écrivain, auteur, compositeur et interprète français ;
- Christine Roux (1835-1863), actrice et modèle française ;
- Christophe Roux (1983-), skieur alpin suisse et moldave ;
- Claude Roux
- Constant Roux (1865-1942), sculpteur français ;
- David Roux (1977-), cinéaste, réalisateur et scénariste français ;
- Denis Roux (1961-), coureur cycliste français ;
- Didier Roux (1955-), chimiste français ;
- Dominique Roux (1943-), économiste français ;
- Eddie Roux (1903-1966), botaniste sud-africain ;
- Elsa Roux, hockeyeuse et chanteuse française ;
- Émile Roux
- Franck-Emmanuel Roux (né en 1967), neurochirurgien ;
- François Roux
- Frédéric Roux
- Fulcrand Roux (1790-1845), homme politique français ;
- Gaston-Louis Roux (1904-1988), peintre français ;
- Geoffroy Roux de Bézieux (1962-), homme d'affaires français ;
- Georges Roux
- Gustave Roux (1828-1885), illustrateur, aquarelliste et musicien suisse ;
- Guy Roux (1965-), maître artisan chocolatier français ;
- Guy Roux (1938-), entraîneur de football français ;
- Hébert Roux, (1902-1980), pasteur français ;
- Henri-Charles-Alfred Roux (1884-1967), général français ;
- Honoré Roux (1821-1890), homme politique français ;
- Jacques Roux
- Jean Roux (1876-1939), zoologiste suisse ;
- Jean Roux (1950-), linguiste, écrivain, industriel et traducteur français de langue occitane ;
- Jean-François Roux (1973-), homme politique québécois ;
- Jean-Louis Roux (1923-2013), acteur et homme politique canadien ;
- Jean-Michel Roux (né en 1964), réalisateur français ;
- Jean-Pierre Roux (1938-2013), homme politique français ;
- Jessica Roux (1992-), nageuse sud-africaine ;
- Joseph Roux (1834-1905), homme d'église français, poète et philologue occitan ;
- Joseph Roux (1871-1944), homme d'église, historien, président de la Société historique et archéologique du Périgord entre 1933 et 1944 ;
- Joseph et Loys Roux Joseph Roux (1882-1915) et son frère Louis Roux (1882-1970), prêtres et photographes de la Grande Guerre ;
- Julien Roux (1836-1880), sculpteur français ;
- Laurent Roux (1972-), coureur cycliste français ;
- Laurine Roux (1978-), écrivaine française ;
- Léonard Roux (1725-1793), architecte français ;
- Liezel Roux (1967-), athlète sud-africaine ;
- Lionel Roux (19??-), joueur de tennis français ;
- Louis Roux (1817-1903), peintre français ;
- Louis Amédée Joseph Marie de Roux (1878-1943), avocat, journaliste et historien ;
- Louis Roux (1823-1904), ingénieur et industriel français, spécialiste des explosifs ;
- Louis-Félix Roux (1753-1817), homme politique français ;
- Louis-François Roux (1838-1921), architecte français ;
- Louise Roux (1932-1990), actrice canadienne ;
- Ludovic Roux (1979-), skieur français ;
- Madeleine Roux (1985- ), romancière américaine ;
- Mannetjies Roux (1939-), joueur de rugby à XV sud-africain ;
- Marcel Roux (1909-1993), architecte français ;
- Marcel Roux (1878-1922), peintre français ;
- Marius Roux (1838-1905), journaliste et écrivain, ami de Zola ;
- Michel Roux
- Michel Roux Jr (1960-), chef cuisinier  Michelin, fils d'Albert Roux ;
- Michel Roux Sr (1941-2020), chef cuisinier  Michelin, à l'origine du renouveau, avec son frère Albert Roux, de la gastronomie en Angleterre ;
- Michel Roux-Spitz (1888-1957), architecte français ;
- Michelle Roux, épouse Perrot (1928-), historienne française ;
- Nolan Roux (1988-), joueur de football professionnel au LOSC Lille ;
- Odette Roux (1917-2014), résistante et femme politique française ;
- Patrick Roux
- Paul Joseph Roux (1848-1916), homme politique français ;
- Paul Roux
- Philibert Joseph Roux (1780-1854), chirurgien français ;
- Philippe Roux (1952-), skieur et pilote automobile suisse ;
- Pierre Roux, évêque de Clermont au XIIe siècle ;
- Pierre-Célestin Roux-Lavergne (1802-1874), homme politique français ;
- Pierre-Michel Roux (19??-), chef de service de chirurgie cardiaque ;
- Polydore Roux (1792-1833), ornithologue français ;
- Rémy Roux (1865-1957), homme politique français ;
- René-Paul Roux, dit Paul Personne (1949-), chanteur et musicien français ;
- Rómulo Roux (1965-), homme politique et ministre panaméen ;
- Saint-Pol-Roux, de son vrai nom Paul-Pierre Roux(1861-1940), poète français ;
- Stéphane Roux (1960-), physicien français ;
- Sylvain Roux (1765-1823), explorateur et administrateur colonial français ;
- Tifany Roux (1997-), skieuse alpine française ;
- Tristan Roux (19??-), journaliste, écrivain et ethnologue français ;
- Victor Roux (1922-1945), résistant français ;
- Valentine Roux (1956-), archéologue française ;
- Vincent Roux
- Vital Roux (1766-1846), négociant et juriste français ;
- Wessel Roux (1976-), joueur de rugby à XV sud-africain ;
- Wilhelm Roux (1850-1924), zoologiste allemand ;
- Yann Roux (1957-), footballeur français.

### Personnage de fiction
- Gilles Roux, personnage de la bande dessinée Gilles Roux et Marie Meuse.

### Autre
- Monsieur Roux, groupe de musique français ;
- Pierre Roux-Fazillac (1746-1833), général et homme politique français ;
- Le Roux  ;
- De Roux .